# آرثر فووت
آرثر فووت (بالإنجليزية: Arthur Foote)‏ هو عالم موسيقى وملحن أمريكي، ولد في 5 مارس 1853 في سالم في الولايات المتحدة، وتوفي في 8 أبريل 1937 في بوسطن في الولايات المتحدة.

## وصلات خارجية
- آرثر فووت على موقع ميوزك برينز (الإنجليزية)
- آرثر فووت على موقع ديسكوغز (الإنجليزية)